# Aníbal Nieto Guerra
Aníbal de Jesús Crucificado Nieto Guerra OCD de nombre secular Aníbal Nieto Guerra (Fermoselle, 23 de febrero de 1949) es un eclesiástico católico español afincado en Ecuador. Fue el primer obispo de San Jacinto, desde 2009 hasta 2025.

## Biografía

### Primeros años
Nació el 23 de febrero de 1949, en la localidad española de Fermoselle (Zamora); siendo bautizado en la parroquia Nuestra Señora de la Asunción. Hijo de Abel Nieto y María Consuelo Guerra, siendo el segundo de cuatro hermanos.
En 1952, a la edad de tres años, su familia decide trasladarse a Avilés (Asturias), en busca de trabajo en la recién creada Empresa Nacional Siderúrgica (Ensidesa). Primero residen en Los Campos, luego en Villalegre y Trasona, y finalmente en Llaranes.
Realizó su formación primaria en el Colegio Salesiano de Llaranes, siendo aficionado al Club Deportivo Ensidesa. Fue monaguillo en la iglesia de Villalegre.

### Vida religiosa
En 1964, a los quince años de edad, ingresó en el noviciado de la Orden de los Carmelitas Descalzos de la Provincia San Juan de la Cruz, en Burgos; vistiendo el hábito carmelitano el 27 de agosto de 1965. Hizo su noviciado en Calahorra, realizando su primera profesión de votos religiosos el 8 de septiembre de 1967.
Fue enviado a realizar labores en el Monte de la Abadesa (Burgos) y luego a La Coruña, donde realiza su formación (1970-1972).  Continuó sus estudios en Reinosa (1973-1975).  Realizó la profesión solemne el 15 de agosto de 1975, en Oviedo. Se tituló en Pedagogía musical.
Fue destinado a la misión carmelita de San Miguel de Sucumbíos (Ecuador), embarcándose en octubre de 1975. Llegó al puerto de Guayaquil, el 22 de noviembre siguiente. Trabajó como misionero en Sucumbíos, entre 1975 y 1978.
Estudió en el Seminario Mayor de Quito, asistiendo a los cursos de la Pontificia Universidad Católica del Ecuador, donde realizó los estudios eclesiásticos (1978-1983).
Fue ordenado diácono en la iglesia del Carmelo de Quito, a manos del obispo Luis Alberto Luna Tobar OCD. Su ordenación sacerdotal fue el 8 de agosto de 1982, en la iglesia del convento de las carmelitas descalzas de Oviedo, a manos del obispo José Sánchez González.
Como sacerdote desempeñó distintos ministerios y fue: párroco de Nuestra Señora del Carmen de La Victoria, de San Judas Tadeo de Miraflores (1983-2006), y de Nuestra Señora del Carmen (1987-1989) de Guayaquil. Así mismo, estuvo destinado en Quito (1983-1986) y Cuenca (1889-1991).
Fungió como director de la escuela «García Moreno», consejero de los Carmelitas Descalzos (1997-1999), y superior de la comunidad de Guayaquil. También fue miembro del Consejo Presbiteral de la arquidiócesis de Guayaquil, y confesor en monasterios de monjas carmelitas. Fue nombrado director espiritual y profesor en el Seminario Mayor de Guayaquil. Además, fue arcipreste de la zona norte «María Madre de la Iglesia».
Su espíritu carmelita lo hizo fundar grupos de oración contemplativa, en Quito y Guayaquil. En 1995, fundó el dispensario médico San Judas Tadeo de Miraflores.

## Episcopado

### Obispo Auxiliar de Guayaquil
El 10 de junio de 2006, el papa Benedicto XVI lo nombró obispo titular de Tuscania y obispo auxiliar de Guayaquil. Fue consagrado el 22 de julio del mismo año, en la Catedral de Guayaquil, a manos del arzobispo Antonio Arregui Yarza. 
- Responsable de las Vicarías episcopales territoriales: Norte y Daule-Balzar.
- Responsable de la Pastoral de Liturgia, de Vida consagrada, y de Caridad.
- Miembro de la Comisión episcopal de Liturgia, en la Conferencia Episcopal Ecuatoriana.

### Obispo de San Jacinto
El 4 de noviembre de 2009, fue erigida la Diócesis de San Jacinto de Yaguachi, de la que fue nombrado su primer obispo. Tomó posesión canónica el 27 de febrero de 2010, durante una ceremonia en la Basílica Catedral de San Jacinto.
El 8 de octubre de 2015, el nombre de la diócesis cambió, lo cual también su título episcopal.
En 2024, presentó su renuncia como lo establece el Código de Derecho Canónico. El 31 de enero de 2025, el papa Francisco aceptó su renuncia como obispo de San Jacinto, nombrado a su sucesor al mismo tiempo.

## Obras
- Plegarias y oraciones, CD.
- Himno oficial de la visita del papa Francisco a Ecuador (Letra, 2015).[13][14][15]

### Libros
- Encuentro de oración con Teresa de Jesús.
- Cómo orar desde el sufrimiento.
- Orar en todo momento.